# جورن ومر
جورن ومر (انگلیسی: Jörn Wemmer؛ زادهٔ ۱۳ مهٔ ۱۹۸۴) بازیکن فوتبال اهل آلمان است.
از باشگاه‌هایی که در آن بازی کرده‌است می‌توان به باشگاه فوتبال ارتسگبیرگ آئو، باشگاه فوتبال دینامو برلینر، و باشگاه فوتبال وولفسبورگ اشاره کرد.